# Teoría de la contingencia de Fiedler
La teoría de la contingencia de Fiedler, también denominada teoría de la efectividad del liderazgo, describe la manera en que se obtiene una alta efectividad de un grupo u organización mediante la personalidad de un líder y la situación.

## Historia
Mientras Hersey y Blanchard se enfocaban en las características de los grupos de trabajo y el apoyo emocional del liderazgo en su teoría del ciclo vital durante la década de 1950, Fred E. Fiedler y sus asociados buscaron otros elementos de la situación organizacional con el fin de evaluar cuándo un estilo de liderazgo es más efectivo que otro. Este autor consideraba que el estilo de liderazgo de una persona es relativamente fijo y difícil de modificar; esto lo llevó a la idea básica de hacer coincidir el estilo del líder con la situación más favorable para la efectividad de esa persona. Fiedler inició su modelo de contingencia para predecir la efectividad del liderazgo; al diagnosticar el estilo de liderazgo y la situación organizacional, se puede lograr el ajuste correcto al cual se conduce el estilo del líder, si se orienta a las tareas o a las relaciones (personas).

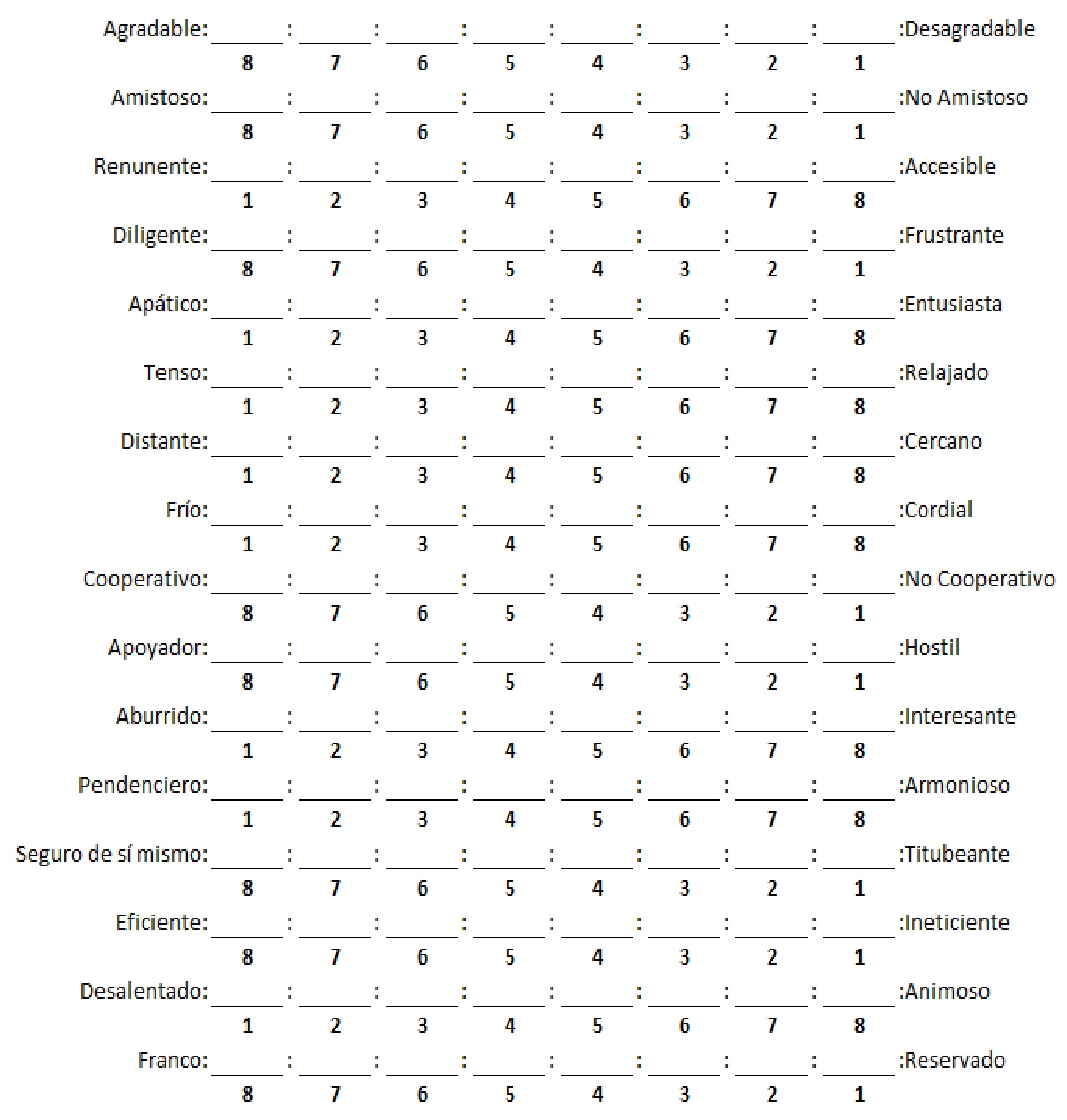
El test CMP se realiza seleccionando al compañero con el cual tenga más dificultad para ejecutar un trabajo, midiendo la motivación del liderazgo para conocer si es que está orientado a las tareas o a las relaciones. Se suman la cantidad obtenida y se dividen entre 16. Un CMP alto (orientado a las relaciones) varía de 4.1 a 5.6 y un CMP bajo (orientado a las tareas) varía de 1.2 a 2.2.

## Características del líder
Para determinar las características del líder, Fiedler desarrolló un instrumento para medir la motivación del líder a través del cual describía o clasificaba al colega menos preferido "CMP". De esta forma se determina si los líderes se orientan hacia las personas o hacia las tareas. Los líderes de alto CMP lo hacían por medio de relaciones positivas con otras personas y un clima positivo de grupo. Cuando el líder es, en general, crítico en su valoración, obtiene una puntuación baja de CMP, lo cual significa que se encuentra más enfocado a la estructura y cumplimiento eficaz de las tareas.

## Control situacional
En cuanto al control situacional, Fiedler propone tres dimensiones para su análisis:
- Calidad de las relaciones entre el líder y los miembros del equipo de trabajo; es la influencia más importante para el poder y la efectividad del líder.[2]
- La estructura de las tareas (grado en que las tareas están bien definidas, con objetivos y procedimientos de trabajo explícitos);
- El poder de posición del líder es la última dimensión donde el grado que el líder posee tiene una base fuerte y legitima de poder sobre sus subordinados (El poder de los puestos altos facilita la tarea para influir en otros, mientras que el poder de puestos bajos hace que la tarea del líder resulte más difícil).[2]

La combinación de estos tres elementos nos da ocho combinaciones o grados de favorabilidad. Las situaciones más favorables serán aquellas en las que estas tres dimensiones puntúan alto. Lo contrario para las situaciones más desfavorables.

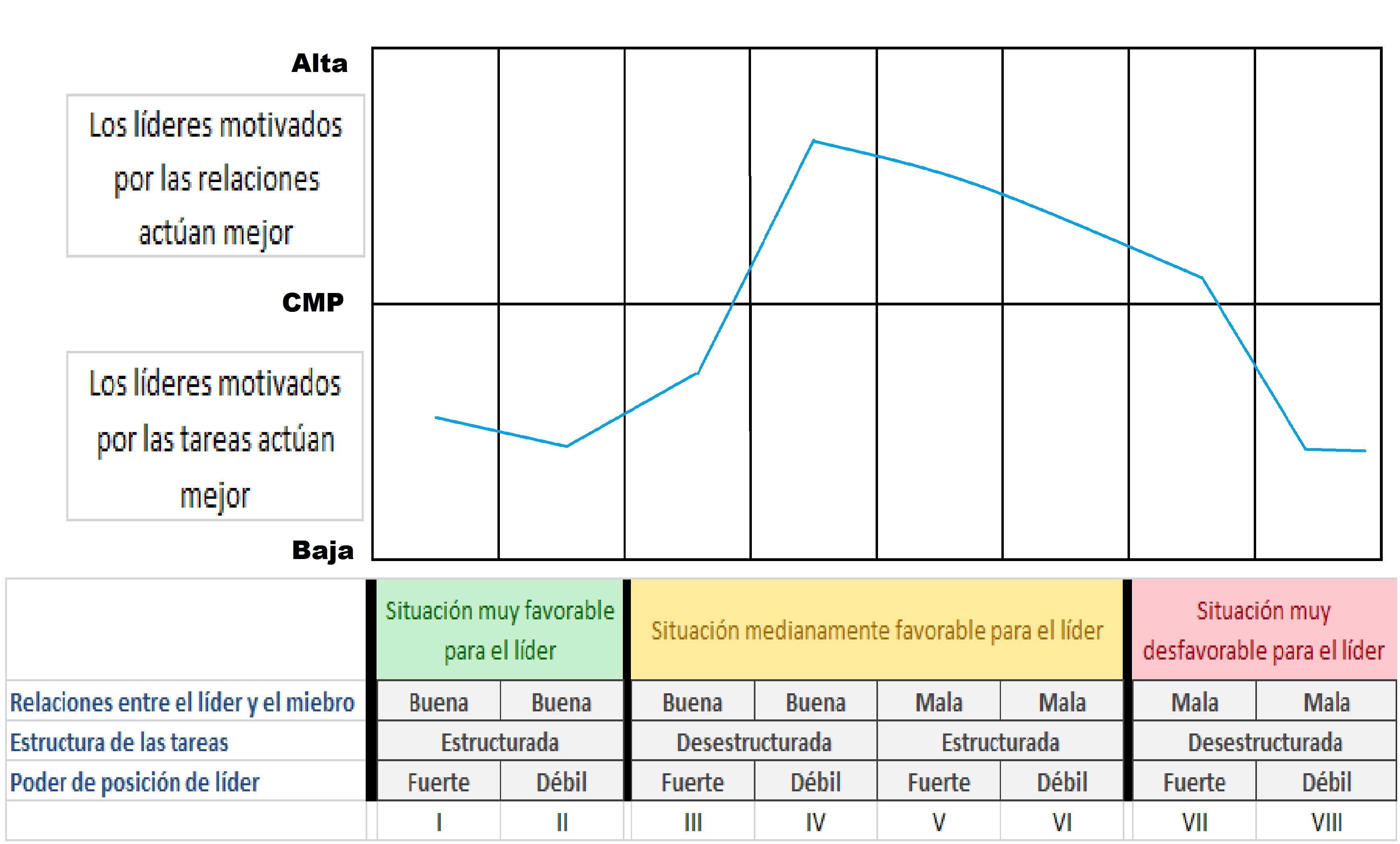
Variaciones en el estilo del liderazgo efectivo, de acuerdo con la situación.

### Adaptación del liderazgo a la situación
Combinar tres características situacionales produce una variedad de situaciones de liderazgo, que van desde altamente favorables a las altamente desfavorables. Cuando Fiedler examinó las relaciones entre estilo de liderazgo y condiciones situacionales favorecedoras encontró el patrón que se presenta. Los líderes orientados a las tareas son más efectivos cuando la situación es altamente favorable o altamente desfavorable

## Efectividad del líder
Respecto a la efectividad, Fiedler señala que existen dos tipos de liderazgo con base en el nivel obtenido del CMP. Si obtiene un CMP bajo significa que se encuentra motivado por las tareas; si su CMP resulta alto son líderes motivados por las relaciones.

### Líder orientado a las tareas
Estos líderes son más efectivos en situaciones ya sea de baja o alta favorabilidad en una situación, debido a que establecen su autoridad sobre los subordinados. Esto lo lleva a generar una gran estructura y dirección hacia las tareas. Debido a que las relaciones entre el líder y los miembros son malas, una orientación fuerte hacia las tareas no provocará diferencia alguna en la popularidad de este tipo de líder.

### Líder orientado a las relaciones
Son más eficaces en situaciones medianamente favorables (algunos son favorables y otros son desfavorables), debido a que las habilidades de relaciones humanas son importantes para el logro de un alto desempeño grupal. En estas situaciones el líder puede ser querido moderadamente, supervisa trabajos con ambigüedad, así como también mejorar el rendimiento de los miembros del trabajo. Un líder con buenas habilidades interpersonales puede crear una atmósfera grupal positiva que mejorara las relaciones, aclarará la estructura de las tareas y establecerá eficazmente el poder de posición.

## Evaluación de la teoría
Fiedler revisó sus estudios en más de 800 grupos para analizar que estilo de liderazgo era más eficaz en diferentes situaciones. Entre los grupos de estudio había equipos de baloncesto, talleres para la capacitación de ejecutivos, así como tripulaciones de tanques de combate y fuerza aérea. El autor descubrió, que aquellos líderes orientados a las tareas eran más autoritarios, pero sobre todo más efectivos en situaciones extremas; mientras que los líderes orientados a las personas suelen obtener éxito en situaciones donde su poder e influencia son moderados.
Fiedler pensaba que hacer encajar el estilo de liderazgo con la situación podría producir grandes dividendos en utilidades y eficiencia. No obstante, su teoría ha obtenido diversas críticas. Por una razón, algunos investigadores han desafiado la idea de que los líderes no pueden ajustar sus estilos a medida que las características situacionales cambian. Aun así, el modelo continuo influyendo en los estudios de liderazgo. Su modelo ha sido usado con cierto éxito con base para un programa de capacitación en el que se enseña a los gerentes a alterar las variables de la situación para adaptarlas a sus estilos de liderazgo, en lugar de que sus estilos se ciñan a la situación. La investigación de Fiedler comprobó la importancia de ubicar el ajuste correcto entre el estilo de liderazgo y la situación.